# Jive Records
La Jive Records è un'etichetta discografica di New York, di proprietà della Sony Music Entertainment, e parte della Zomba Label Group.
La Jive Records è principalmente conosciuta per aver lanciato le carriere di una serie di artisti hip hop e rap negli anni ottanta e di diverse boy band ed artisti di teen pop nei tardi anni novanta. Infatti, dalla metà degli anni novanta, l'etichetta si è occupata di produrre la musica degli 'N Sync, dei Backstreet Boys, di Aaron Carter e di Britney Spears, che si sono rivelati i più notevoli successi commerciali nella storia dell'azienda.
Il nome "Jive" è stato preso in prestito da una forma di musica e danza sudafricana.

## Distribuzione
Dal momento della sua entrata nel mercato discografico, la Jive è stata distribuita negli Stati Uniti dalla Arista Records, sino al 1987. Dopo l'acquisizione da parte della BMG, avvenuta quello stesso anno, la distribuzione della Jive è passata alla RCA, per poi passare direttamente alla BMG nel 1991. Da metà degli anni novanta la rete di distribuzione internazionale della Jive Records è variata da paese a paese. A seconda del territorio, la distribuzione è stata affidata alla BMG, alla Virgin o altre etichette minori. Dal 2004 la distribuzione internazionale è passata definitivamente alla sola Sony Music Entertainment.
Il 7 ottobre 2011, è stato annunciato che la Jive, insieme all'Arista ed alla J Records sarebbero state chiuse. Tutti gli artisti delle etichette sono stati acquisiti dalla RCA.

## Artisti della Jive Records
Qui di seguito una lista dei maggiori artisti che sono stati sotto contratto con la Jive Records.
- Aaliyah (Blackground/Jive)
- Alex Williams (Jive/Zomba)
- Apocalyptica
- Backstreet Boys
- Britney Spears (Jive/Zomba)
- Bullet for My Valentine (Jive/Zomba)
- Chris Brown
- Aaron Carter
- Nick Carter
- Ciara (LaFace Records/Jive)
- Eamon
- Samantha Fox
- Goldfinger
- Groove Armada (Jive Electro)
- Jennifer Love Hewitt
- Allison Iraheta
- Jive Jones
- Jordin Sparks
- Justin Timberlake
- Kid Rock (Top Dog/Jive)
- *NSYNC
- Nick Lachey
- Billy Ocean
- Lil' Mama (Familiar Faces/Jive)
- R. Kelly
- Rednex
- Three Days Grace
- T-Pain (Konvict Muzik/Nappy Boy Ent./Jive)
- The Tamperer